# Ainda Temos o amanhã
Ainda há amanhã (em italiano:  C'è ancora domani) é um filme de 2023 dirigido, co-escrito e estrelado por Paola Cortellesi, em sua estreia na direção.
O filme foi apresentado na 18ª edição do Festival de Cinema de Roma em competição na categoria “Cinema Progressivo – Visões para o mundo de amanhã”, obtendo dois prêmios, incluindo o prémio especial do júri e uma menção especial como melhor primeiro filme. O filme obteve 19 indicações ao David di Donatello, tornando-se a obra de estreia com maior número de indicações na história da premiação; e saiu vencedor de seis prêmios.
O filme foi um sucesso de bilheteria, sendo apreciado pela crítica italiana e estrangeira pela direção e atuação dos atores, bem como pelas questões altamente atuais ligadas à cultura patriarcal, à violência de gênero e aos direitos humanos e das mulheres .

## Trama
Roma, maio de 1946. A cidade está ocupada, após a derrota e devastação da Segunda Guerra Mundial, por unidades militares aliadas. Além disso, o referendo institucional e a eleição da Assembleia Constituinte nos dias 2 e 3 de Junho são iminentes. Na cidade mora a família Santucci, formada pela mãe Delia, pelo pai Ivano, homem violento e irascível que diariamente bate, zomba e rebaixa a esposa, o pai desta, Ottorino, de caráter idêntico, e os três filhos do casal: a filha mais velha Marcella, Sergio e Franchino. A filha despreza a mãe pela passividade com que sofre abusos conjugais, sempre tentando justificá-los, e tenta fazê-la entender que é óbvio que Ivano a trai com outras mulheres durante seus passeios noturnos. Os dias de Delia são divididos entre a violência física e psicológica perpetrada pelo marido, as tarefas domésticas e vários empregos mal remunerados. Em um deles, ela trabalha em uma fábrica de guarda-chuvas em que um jovem, apesar de ser um simples aprendiz com muito menos experiência que ela,  recebe salário maior só porque é homem.
As únicas fontes de alívio para a mulher são a amizade com Marisa, uma verdureira espirituosa e otimista (que, ao contrário de Delia, tem uma relação conjugal saudável), e com o mecânico Nino, uma antiga paixão.
Um dia, Delia devolve uma foto de família, encontrada por acaso, a um soldado americano que a havia perdido, William. O soldado agradece oferecendo-lhe um chocolate, mas os dois não conseguem se comunicar porque ela não sabe inglês e ele não sabe italiano . Depois de mais encontros casuais entre eles, William percebe os hematomas no corpo de Delia e começa a perceber seus problemas.
Delia também recebe uma carta misteriosa, que inicialmente joga fora, mas depois decide guardar, tirando dela forças para reagir à sua condição.
Enquanto isso, Marcella organiza seu casamento com o noivo Giulio Moretti, jovem descendente de família rica e dono de um bar na região, deixando Ivano fica satisfeito com o ganho financeiro que poderá advir do casamento. O almoço na casa de Delia com a família de Giulio tem resultados constrangedores devido ao comportamento vulgar de Ivano, Sergio, Franchino e Ottorino, mas ele e Marcella ficam oficialmente noivos.
Posteriormente, Delia percebe que Giulio demonstra em relação à filha as mesmas atitudes que Ivano demonstrou em relação a ela quando ficaram noivos, por isso teme enfrentar um destino semelhante ao seu, acabando regularmente assediada e humilhada por um marido violento e possessivo. Com a ajuda de William, a mulher explode o bar da família Moretti, reduzindo-os à pobreza e provocando o rompimento do noivado.
Neste momento Delia decide rebelar-se contra o marido, escolhendo o dia 2 de junho como data para o fazer. Quando chega o momento, ele se prepara armando um estratagema (dizendo a Ivano que tem que ir aplicar injeções no palácio de Marisa, como já havia feito outras vezes) para fugir sem levantar suspeitas, mas naquele mesmo dia seu sogro lei Ottorino, que está doente há algum tempo e confinado à cama, piora repentinamente e morre. É, portanto, organizado um velório fúnebre, o que obriga Delia a ficar em casa o dia todo. A mulher não desanima, dizendo a si mesma que “ainda temos amanhã” para colocar o seu plano em ação.
Na manhã seguinte - 3 de junho de 1946 - Delia deixa para Marcella um envelope com uma carta e algum dinheiro que ela havia guardado originalmente para o enxoval de casamento de sua filha e que ele decidiu deixar a filha usar para estudar e se formar. Finalmente a platéia escobre o que ela planeja: ir secretamente às urnas e votar, já que o voto feminino acaba de ser legalizado. Antes de entrar na assembleia de voto, ela percebe que deixou em casa o seu cartão de eleitor, que era o conteúdo da misteriosa carta recebida anteriormente. Ivano e Marcella, percebendo a situação, ambos tentam chegar até Delia. Ivano tem seu caminho bloqueado por outras mulheres, enquanto Marcella consegue chegar até a mãe e entragar o cartão.

## Produção
Ainda há amanhã nasceu de uma ideia de Paola Cortellesi, que escreveu o roteiro com Furio Andreotti e Giulia Calenda, baseado na vida de mulheres na Itália após a Segunda Guerra Mundial e inspirando-se nas histórias contadas por suas próprias avó e bisavó.
O filme caracteriza-se por ser rodado inteiramente em preto e branco, escolha motivada por Cortellesi tanto como uma homenagem aos filmes neorrealistas italianos do pós-guerra, quanto pelo fato de ela ter imaginado as memórias de suas avós representadas deste jeito. Nos primeiros oito minutos do filme também foram utilizadas câmeras na proporção 4:3, outra homenagem aos filmes da época.
O filme foi produzido por Mario Gianani e Lorenzo Gangarossa para Wildside e Vision Distribution . A filmagem externa do filme ocorreu em Roma, no bairro Testaccio, enquanto as cenas internas foram filmadas nos estúdios Cinecittà. A diretora participou pessoalmente das audições para os atores do filme, tentando fazer com que os aspirantes a atores fizessem parte de sua ideia desde os primeiros momentos da fase de gravação.

## Recepção

### Bilheteria
Ainda Temos o amanhã ocupou o primeiro lugar de bilheteira no fim de semana entre 26 e 29 de outubro, com uma arrecadação de 1,6 milhões de euros, tornando-se no filme italiano com melhor estreia de 2023.
Com 5448552 ingressos vendidos e uma arrecadação total de 36841823 €, o filme foi o mais assistido e de maior bilheteria do ano de 2023 na Itália e o segundo da temporada 2023-2024, depois do filme de animação da Pixar, Inside Out 2 . É o décimo filme de maior bilheteria na Itália e o quinto entre os filmes produzidos nacionalmente. Com 49,7 milhões de dólares arrecadados em todo o mundo, é um dos filmes italianos de maior bilheteria de todos os tempos.

### Crítica
O filme foi recebido de forma muito positiva pelos críticos de cinema, tanto italianos quanto internacionais, que apreciaram a direção e o roteiro ao abordar questões relacionadas ao feminismo e ao patriarcado, bem como as habilidades interpretativas dos atores, em particular por a própria Cortellesi, de Valerio Mastandrea e de Romana Maggiora Vergano . O filme foi considerado um dos melhores projetos cinematográficos de 2023, sendo classificado em 2º lugar pela Rolling Stone Italia, 3º no <i id="mwAYg">Panorama</i>, 7º no Cinematographe e 11º no Movieplayer.it .

#### Impacto na opinião pública
Segundo numerosos críticos e jornalistas, as questões abordadas pelo filme contribuíram para reacender as discussões sobre a violência de género e os direitos das mulheres em Itália, à semelhança do que aconteceu com os assassinatos de Giulia Tramontano e Giulia Cecchettin, ocorridos em 27 de maio e 27 de maio, respetivamente. 11 de novembro de 2023. O Presidente da região da Campânia, Vincenzo De Luca ( Partido Democrático ) anunciou a sua intenção de implementar um projecto de sensibilização nas escolas da Região que incluísse a visão de Ainda Temos o amanhã ; a campanha, denominada Ser Humano, começou oficialmente em dezembro do mesmo ano e contou com seiscentas exibições em trinta cinemas regionais para alunos do ensino fundamental e médio, além do envolvimento de psicólogos, sociólogos e pedagogos.
Durante as manifestações e procissões de condolências e protesto realizadas em todo o país após o assassinato de Giulia Cecchettin, vários participantes exibiram cartazes contendo algumas frases retiradas dos diálogos sobre o tema violência e discriminação de gênero presente no filme; em particular, a diretora e intérprete principal Paola Cortellesi participou de uma dessas manifestações em Roma, durante a qual agradeceu pessoalmente a uma manifestante, a estudante Caterina Cesari.